# Lei Fundamental da Educação
A Lei Fundamental da Educação (教育基本法, kyōiku kihonhō) é uma lei japonesa que estabelece os padrões para o sistema educacional japonês.

## Sumário
A Lei Fundamental da Educação, como seu nome sugere, é uma lei que diz respeito à fundação da educação japonesa. Porque serve como base para a interpretação e a aplicação de várias leis e portarias sobre educação, ela também é conhecida como A Constituição Educacional (教育憲法, kyōiku kenpō).
A lei antiga, antes de sua revisão em 22 de dezembro de 2006, era curta, consistindo de um preâmbulo, de onze regulações e de provisões suplementares. Passou a surtir efeitos um mês antes da Constituição do Japão, em 31 de março de 1947. De acordo com a Lei, o propósito da educação é "o desenvolvimento completo da personalidade" (人格の完成, jinkaku no kansei).
A Educação terá por objetivo o desenvolvimento completo da personalidade, esforçando-se para a criação do povo são na mente e no corpo, o qual deve amar a verdade e a justiça, estimar o valor individual, respeitar o trabalho e ter um profundo senso de responsabilidade, assim como estar embuído de espírito independente como construtor de um estado e de uma sociedade pacífica.
A velha lei também fixou regulações a respeito da igualdade de oportunidades na educação, educação compulsória, educação mista, educação social, educação política, educação religiosa e administração educacional.
É dito com frequência que a Lei Fundamental da Educação, em sua versão original, foi escrita dentro do espírito da nova Constituição japonesa, visando a reformas radicais na educação, substituindo o Rescrito Imperial da Educação (anterior à Segunda Guerra Mundial), este baseado em pensamentos imperiais e confucionistas.
A Lei Fundamental da Educação foi criada sob os auspícios do Comandante Supremo das Forças Aliadas e adotada durante a 90.ª sessão da Dieta Imperial Japonesa, que seria a última dieta conduzida sob a Constituição Imperial japonesa. Durante o debate sobre a reforma constitucional, argumentou-se que as provisões envolvendo a educação deveriam ser incluídas na própria constituição nacional; porém, o então ministro da Educação, Kōtarou Tanaka, propôs a criação de uma lei separada a respeito e criou uma comissão que deliberou sobre os conteúdos da Lei Fundamental. O projeto acabou aprovado pela referida Dieta Imperial, sem revisão.

## Provisões da antiga Lei Fundamental
- O Propósito da Educação e Políticas Educacionais (preâmbulo, artigos 1 e 2)

O preâmbulo estabelece que a Lei Fundamental da Educação foi criada dentro do espírito da nova Constituição. O primeiro artigo se refere ao propósito da educação (o desenvolvimento completo da personalidade humana). Já o segundo artigo estabelece que esses objetivos serão alcançados "em todas as oportunidades e em todos os locais".
- Igualdade de Oportunidades na Educação (artigo 3)

Aceitando os termos do artigo 14 da Constituição Japonesa, estabelece que a discriminação educacional é proibida. Além disso, impõe regras para o sistema de concessão de bolsas de estudo.
- Educação Compulsória (artigo 4)

Conforme o artigo 26 da Constituição Japonesa, o número de anos para educação compulsória é nove. Antes da Segunda Guerra Mundial, exigia-se que os estudantes japoneses estudassem, pelo menos, seis anos.
- Educação Mista (artigo 5)

Este artigo modificou todas as escolas onde havia segregação sexual.
- Escolaridade (artigo 6)

Este artigo trata da natureza pública das escolas, limitando o estabelecimento de escolas ao governo federal, a corpos públicos locais e a pessoas jurídicas como corporações. Ademais, reconhece que os professores são servidores públicos e que esses devem ser estimulados em seu papel.
- Educação Social (artigo 7)

Este artigo promove a educação social, fornecendo exemplos específicos como o estabelecimento de bibliotecas, museus e centros comunitários.
- Educação Política (artigo 8)

Este artigo reconhece a importância da educação política para a criação de cidadãos bem informados, mas proíbe atividades políticas dentro de escolas.
- Educação Religiosa (artigo 9)

Este artigo estabelece que deve haver tolerância e respeito à religião de um indivíduo e proíbe a educação religiosa em instituições públicas. A educação religiosa, porém, é permitida em instituições privadas.
- Administração Educacional (artigo 10)

Este artigo estabelece que a educação não ficará sujeita a um "controle irracional" e que o país inteiro terá "responsabilidade direta". O propósito da administração educacional é fornecer e manter as condições necessárias para a educação. Não está claro a que o termo "responsabilidade direta" se refere, sendo com frequência objeto de debate. Já o sistema de "responsabilidade direta", como se tem sugerido, implica dizer que os membros do Conselho de Educação devam ser eleitos publicamente, e não nomeados.
- Provisões Auxiliares (artigo 11)

O último artigo estabelece que provisões posteriores à entrada em vigor da Lei Fundamental serão interpretadas à luz da mesma.

## Revisão de 2006
Em dezembro de 2006, ocorreu a primeira revisão da história da Lei Fundamental da Educação, que agora contém dezoito artigos. Tal revisão incluiu medidas que orientavam o sistema educacional a estimular uma postura altruísta, o respeito à tradição e à cultura, e o patriotismo.. A reforma não deixou de suscitar críticas de alguns opositores, que temem a volta de sentimentos nacionalistas e a subserviência ao Estado.